# Henri Gervex

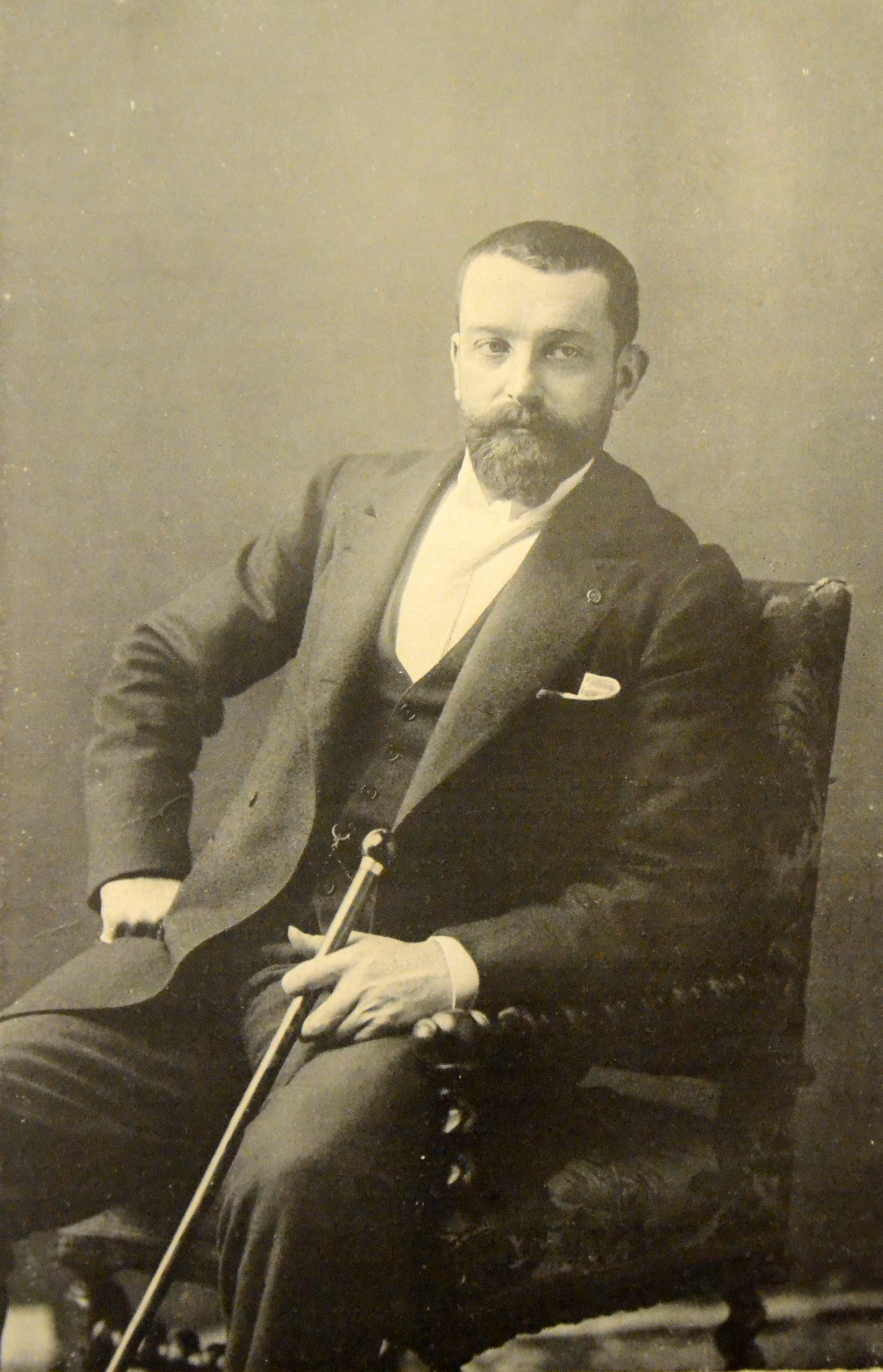
Pierre Petit: Portrait d'Henri Gervex, Revue illustrée, 1902

Henri Alexandre Gervex (* 10. Dezember 1852 in Paris; † 7. Juni 1929 ebenda) war ein französischer Maler des Realismus.

## Leben und Werk
Gervex erlernte die Malerei unter Eugène Fromentin, Alexandre Cabanel und Pierre Nicolas Brisset und debütierte im Salon von 1873 mit einer Schlafenden Schönen nach dem Bade (französisch Baigneuse, Musée de La Rochelle), welcher 1874 ein Satyr spielt mit einer Bacchantin (Musée du château des ducs de Bourbon, Montluçon) und 1875 Diana und Endymion folgten.

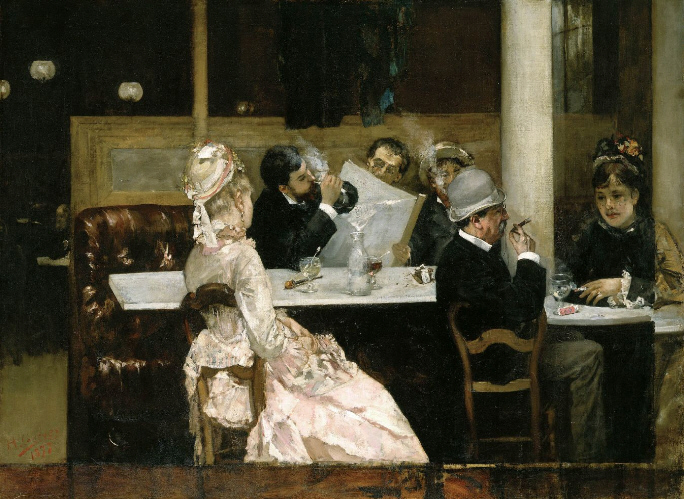
Szene in einem Pariser Café, 1877

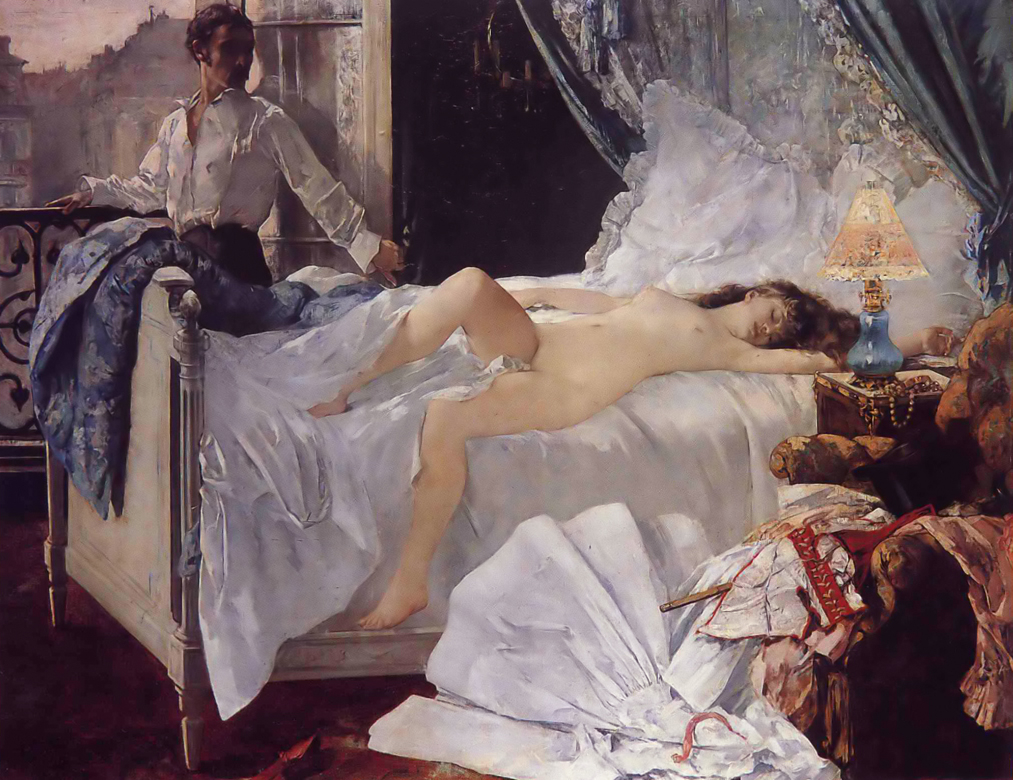
Rolla, 1878 (Ellen Andrée)

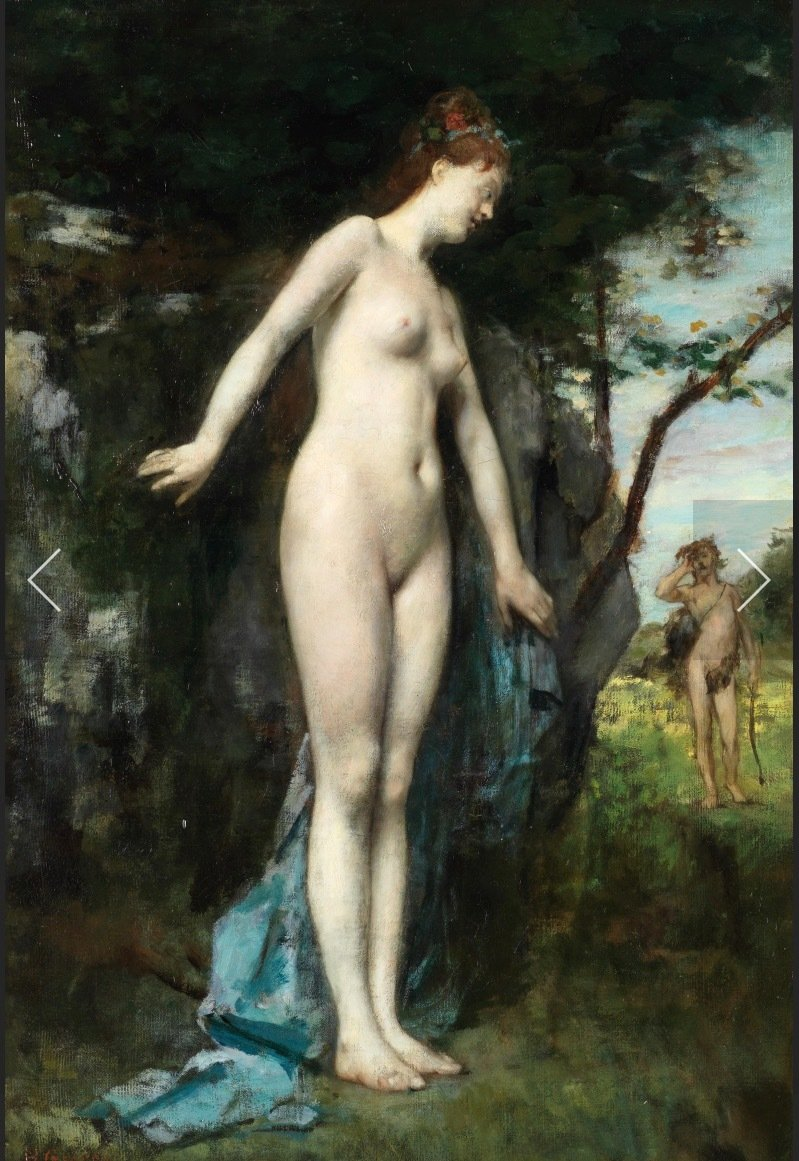
Diane et Acteon, 1890

Im Jahr 1876 betrat er mit einer Totenschau im Hospital das Gebiet des modernen Realismus, auf welchem er mehr und mehr zum Naturalismus fortschritt. Hauptwerke dieses Genres sind die Kommunion in der Trinitékirche (1877) und Rolla nach einem Gedicht von Alfred de Musset. Dieses Gemälde im Format 173 × 220 cm, welches wegen seiner provozierenden Nacktheit 1878 aus „Moralitätsgründen“ von der Weltausstellung ausgeschlossen wurde, befindet sich heute im Musée des Beaux-Arts in Bordeaux. Er verlegte sich bald auf die Darstellung des modernen Lebens und die Porträtmalerei. Ferner sind die dekorativen Gemälde für Pariser Rathäuser und andere öffentliche Gebäude wie die Bürgerliche Trauung und das Kanalbecken von La Villette bekannte Werke des Malers. Seine Klinikbildnisse waren anfänglich an die rembrandtsche „Anatomie“ angelehnt und zeigten unter anderem Chirurgen in weißen Kitteln, die um einen Mädchenkörper versammelt sind. Ein Bildnis mit dem Namen Docteur Péan à l’hôpital St.-Louis bildete den Anfang zu einer ganzen Serie von Krankenhausbildern. Er fertigte auch Gemälde für die Räume der Redaktionen einiger Pariser Journale und beschickte Ausstellungen. Bilder von Gervex befanden sich im Ausstellungspalast, in der komischen Oper und in der Sorbonne in Paris. Er war mit Henriette Fauche verheiratet, einer Tochter des Marius Fauche.

## Ehrungen (Auswahl)
- Gervex wurde im Jahr 1882 zum Ritter der Ehrenlegion (französisch Chevalier de la Légion d’Honneur) ernannt.[5][6] Es folgte 1889 die Ernennung zum Offizier (französisch Officier de la Légion d’Honneur) und schließlich am 15. Oktober 1911 zum Kommandeur (französisch Commandeur de la Légion d’Honneur).[7]
- Im Jahr 1913 wurde er in die Académie des Beaux-Arts aufgenommen.
- 1926 wurde er zum Mitglied der Académie royale des Sciences, des Lettres et des Beaux-Arts de Belgique (Classe des Beaux-Arts) gewählt.[8]